# Francisco da Cunha Machado
Francisco da Cunha Machado (São Luís, 14 de abril de 1860) foi um advogado, magistrado e político brasileiro.
Foi deputado federal de 1904 a 1923, e senador pelo Maranhão, de 1923 a 1930.
Foi presidente da junta governativa maranhense de 1891, entre 18 de dezembro de 1891 e 8 de janeiro de 1892.